# 前場喜司馬
前場 喜司馬（まえば きしま、弘化3年（1846年）7月15日～大正4年（1915年）4月2日）は、函館新選組四分隊嚮導役。

## 生涯
- 弘化三年、前場景正の長男として生まれる。
- 戊辰戦争第5の役箱館戦争（五稜郭の戦い）に参戦。
- 弁天台場にて降伏。その後、薬王院に送られる。
- 大正四年、東京において七十歳の生涯を閉じた。